# کارول آنتونویچ
کارول آنتونویچ (ارمنی: Կարոլ Անտոնեվիչ؛ لهستانی: Karol Antoniewicz; ۶ نوامبر ۱۸۰۷ – ۱۴ نوامبر ۱۸۵۲) یک شاعر و میسیونر ارمنی‌تبار اهل لهستان بود. وی عضو فرقه مذهبی ژزوئیت بود.
وی پسر ژوزف آنتونیویچ یک نجیب‌زاده و وکیل بود. در سال ۱۸۲۳ پس از مرگ پدرش برای تحصیل علم حقوق وارد دانشگاه لووف شد. در سال ۱۸۳۳ با دختر دایی خویش، صوفیا نیکورویچ ازدواج نمود و ساکن Skwarzawa شد.
وی بیش از ۷۶ اثر خلق نمود. شش اثر پیش از گرایش به فرقه مذهبی ژزوئیت و ۷۰ اثر پس از گرویدن به این فرقه که ۲۷ مورد از آنها پس از مرگش به چاپ رسید.

## نگارخانه

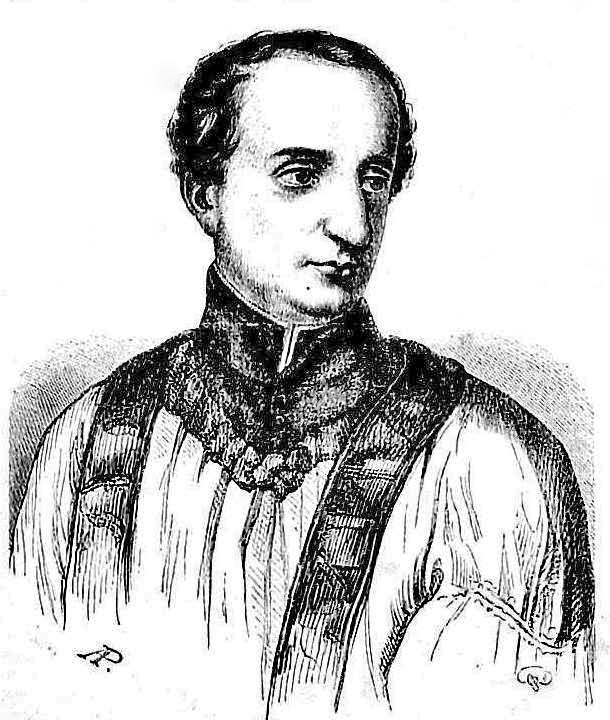